# 真駒内駅 (定山渓鉄道)
真駒内駅（まこまないえき）は北海道札幌市南区にあった定山渓鉄道線の駅である。同線の廃線により1969年（昭和44年）に廃駅となった。

## 概要
定山渓鉄道の真駒内駅は、現在の札幌市営地下鉄南北線自衛隊前駅と真駒内駅の中間地点に設置されていた。
設置当時、周辺は官営の真駒内種畜場であり、種畜場の建物に最も近い位置に当初は停留所として設置された。種畜場の建物は500 mほど離れた場所にあり、一面の牧草地の中にホームがあるだけの状態であった。
また、当時の真駒内の集落は豊平川岸の真駒内下町（現在の真駒内本町に相当）にあり、現在の地下鉄真駒内駅周辺に相当する地区は開けていなかった。駅はこの町に近くなるように置かれたが、その下町との間には真駒内種畜場が広がっており、設置時に駅周辺に人家は一つもなかった。
戦前までは、駅の裏手には小高い丘が広がっており、多くの桜が自生していたことから「桜山」と呼ばれていた。駅開設後は花見の名所として知られ、秋の紅葉と併せて多くの行楽客で賑わった。
戦後は、進駐軍が牧場を接収し、キャンプ・クロフォードを設営し、当駅からキャンプ・クロフォードへの専用の引き込み線が設置された。

## 歴史
- 1920年（大正9年）4月1日：定山渓鉄道線の停留所として、豊平駅 - 石切山駅間[注釈 1]に設置される[1]。設置当初は客扱いは4月から11月までの期間のみであった[1]。
- 1929年（昭和4年）：電化に伴い、行き違い可能な停車場となる[1]。
- 1946年（昭和21年）：当駅からキャンプ・クロフォードへの専用線が設置される[6]。
- 1969年（昭和44年）11月1日：定山渓鉄道線の全線廃止に伴い廃駅。

## 駅構造
停留所としての設置当初は枕木を積んだ板張りのホームのみだったが、電化に伴う輸送力増強のため、行き違い可能な島式ホーム、側線、信号が設置され停車場となり、駅舎と駅員住宅が建てられた。また、荷物積み下ろし専用ホームも設けられ、真駒内種畜場の家畜の運搬に利用された。

昭和21年に設置されたキャンプ・クロフォードへの専用線は、国鉄が運行管理し定山渓鉄道が線路保守を行う方法がとられ、国鉄から直通の進駐軍専用列車が運行されていた。

## 駅跡
駅跡は広い敷地を活用し札幌市営地下鉄南北線の南車両基地への分岐箇所となっている。平岸通を挟んだ向かい側にはかつて日本通運の荷物取扱所であった建物が現存している。

## 隣の駅
定山渓鉄道
定山渓鉄道線
慈恵学園停留所 - 真駒内駅 - 緑ヶ丘停留所
（※地下鉄真駒内駅の位置に近いのは真駒内駅でなく緑ヶ丘停留所である）